# Отравление грибами
Отравление грибами — отравление, вызванное употреблением в пищу грибов.

## Причины отравления грибами
- Токсичность самих грибов, обусловленная наличием токсинов (или микотоксинов).
- Продолжительное хранение собранных грибов без их кулинарной обработки либо длительное хранение уже приготовленных грибов.
- Поражение грибов вредителями, в частности, грибными мухами.
- Совместное употребление грибов некоторых видов (например, навозников — Навозник серый) с алкоголем.
- Накопление в процессе роста гриба в плодовых телах вредных организму веществ (тяжёлых металлов и др.).

Злоупотребление грибами вредно для организма, так как грибы — трудноперевариваемая пища и при большом объёме полупереваренной массы в ЖКТ может развиться интоксикация организма.

## Меры предосторожности при сборе и использовании грибов
Наиболее часто случаются отравления грибами, которые имеют внешнее сходство со съедобными и случайно собираются вместе с ними. Чтобы избежать такой ошибки, которая может стать фатальной, необходимо хорошо изучить общие признаки грибов и знать характерные отличия ядовитых видов.
Собирать следует только известные вам виды грибов. Неизвестные или сомнительные плодовые тела нельзя употреблять в пищу. Следует помнить, что характерные признаки могут отсутствовать у некоторых экземпляров, например, белые хлопья на шляпке мухоморов могут смыться сильным дождём, шляпка бледной поганки, срезанная у самого верха, не позволяет заметить кольцо.
Для детей многие грибы намного опаснее, чем для взрослых, поэтому употребление даже «хороших» грибов детьми следует ограничить.
Опасность могут представлять грибы, как аккумуляторы токсичных веществ (тяжёлых металлов, пестицидов, радионуклидов).

## Первые меры помощи
При тяжёлом отравлении грибами необходимо вызвать врача.
До прихода врача больного укладывают в постель, проводят промывание желудка: дают обильное питьё (4—5 стаканов кипячёной воды комнатной температуры, выпить мелкими глотками) и вызывают рвоту, надавливая пальцем или гладким предметом на корень языка.
Для удаления яда из кишечника сразу после промывания желудка дают слабительное и делают клизму.
Для уточнения диагноза сохраняют все несъеденные грибы.
Лечение при отравлениях грибами зависит от их вида. Отравление бледной поганкой сопровождается рвотой и дегидратацией, после промывания желудка проводят обменное переливание крови, гемодиализ, глюкозу с инсулином внутривенно, при нарушении дыхания — атропин подкожно.

## Смертельно ядовитые грибы
Среди грибов встречаются смертельно ядовитые виды, то есть способные вызвать отравление с летальным исходом даже при небольшом количестве съеденных грибов. Смертельно ядовитыми видами считаются:
- Бледная поганка (Amanita phalloides)
- Весенняя поганка (Amanita verna)
- Мухомор вонючий (Amanita virosa)
- Amanita ocreata
- Галерина окаймлённая (Galerina marginata)
- Говорушка беловатая (Clitocybe dealbata) (Сlitocybe candicans)
- Паутинник горный (Cortinarius orellanus)
- Паутинник красивейший (Cortinarius speciosissimus) (Cortinarius rubellus)
- Род Лопастник, или Гельвелла (Helvella St. Am.)
- Энтолома ядовитая (Entoloma lividum)
- Энтолома продавленная (Entholoma rhodopolium)
- Волоконница Патуйяра (Inocybe patouillardii)
- Зонтик шероховатый, или лепиота шероховатая (Lepiota aspera)
- Лепиота коричнево-красная (Lepiota brunneoincarnata)
- Лепиота каштановая (Lepiota castanea)
- Зонтик щитовидный, или лепиота шерстистообутая (Lepiota clypeolaria)
- Зонтик гребенчатый, или лепиота гребенчатая (Lepiota cristata)
- Зонтик мясисто-красноватый (Lepiota helveola)
- Чешуйница вздутоспоровая, или лепиота вздутоспоровая (Lepiota ventriosospora)

Токсичность отдельных видов грибов в настоящее время недостаточно изучена, а данные источников часто противоречивы. В первую очередь это относится к строчкам и ложным опятам, токсичность которых зависит от района произрастания. Однако содержащиеся в них токсины: в строчках — гиромитрин, а в некоторых видах ложных опят — фалла- и аматоксины (токсины бледной поганки) — смертельно опасны.

## Ошибочные «признаки» ядовитых грибов
Предрассудочное представление о чётком различии между съедобными и ядовитыми грибами отразилось на гербариях XVI—XVII веков. В Большом гербарии (Англия, 1526 год) приводится такое описание:
Грибы бывают двух видов. Один смертельно ядовитый, убивающий тех, кто его съедает, а называется он «скамейкой жаб» (англ. toadstool), другой безвреден. Смертельно ядовитые грибы наполнены густой, слизистой и липкой жидкостью, которая не подчиняется законам природы и пищеварения. Такие грибы ужасно опасны, их надо избегать.
Принцип «съедобности или несъедобности» также лёг в основу первых научных классификаций, например классификация К. Клузиуса (1601 год).

## Отравления некоторыми грибами[2]

### Отравление фаллоидином
Возникает при употреблении некоторых аманитовых грибов, таких как бледная поганка, вонючий мухомор или весенняя поганка. В мякоти этих грибов обнаружены следующие высокотоксичные вещества:
- фаллин,
- фаллоидин,
- несколько форм аманитина.

Фаллин обезвреживается при кипячении, остальные же яды устойчивы к тепловой обработке и не удаляются.
Фаллоидин начинает вызывать глубокие изменения в клетках печени уже вскоре после приёма в пищу, однако первые симптомы наступают через 6—24 часа, иногда через двое суток. Отравление начинается с сильнейших болей в животе, неукротимой рвоты, сильного потоотделения и диареи, температура тела снижается. В тяжёлых случаях (а почти все такие отравления — тяжёлые!) начинается почечная и сердечная недостаточность, наступает кома и смерть. Отравление может длиться до двадцати дней.
Надёжных методов лечения не существует, даже при вовремя оказанной медицинской помощи смертельными оказываются до 70 % таких отравлений. Добиться успешного лечения можно лишь в случае быстрого установления диагноза (до начала симптомов), для лечения применяются антифаллоидные сыворотки и тиоктиновая кислота.
- Бледная поганка
- Мухомор вонючий
- Галерина окаймлённая

### Отравление орелланином, или парафаллоидный синдром
Очень тяжёлое отравление, часто со смертельным исходом. Симптомы его сходны с симптомами отравления фаллоидином.
Вызывается термостойким токсином орелланином, который содержится в таких грибах, как горный паутинник, и некоторых мелких лепиотах, например в зонтике мясисто-красноватом.
Орелланин особенно коварен тем, что имеет необычно большой скрытый период действия — первые признаки отравления появляются спустя несколько дней или даже недель. Это очень затрудняет как диагностику, так и своевременное лечение.
Первое проявление — появление неутолимой жажды, затем головные боли, боли в животе и почках, чувство холода в конечностях. Смерть может наступить в результате необратимого поражения почек.
Грибы, вызывающие это отравление, обычно не привлекают внимания грибников, поэтому случаи отравления бывают редко.

### Отравление красным и пантерным мухоморами
Может сопровождаться различными типами симптомов, поскольку эти грибы сильно варьируют по содержанию нескольких ядов. Характеризуется сочетанием отравления мускарином (см. ниже) и галлюциногенными веществами (такими как мускаридин, мусцимол, иботеновая кислота, буфотенин). В случае преобладания мускарина и буфотенина основные симптомы отравления — это расстройства нервной системы, сопровождающиеся бредом, галлюцинациями, истерией и сильной сонливостью. Мускаридин вызывает желудочно-кишечные расстройства с болью в животе, рвотой, диареей, повышенным потоотделением, слюнотечением, анурией, замедлением сердцебиения. Симптомы обычно появляются через 1—2 часа, поэтому возможна своевременная медицинская помощь в виде промывания желудка и симптоматической поддержки нервной системы и сердца.
- Мухомор красный

### Отравление мускарином
Существуют грибы, которые содержат только мускарин (практически не проникающий через гематоэнцефалический барьер и потому не вызывающий психических симптомов) и не содержат других ядов. К ним относятся некоторые виды волоконниц и говорушек (Clitocybe). Отравление этими грибами проявляется через 1—2 часа, для мускаринового синдрома характерны повышенное слюноотделение, потоотделение, рвота, понос, брадикардия, лёгкое сужение зрачков. В тяжёлых случаях наступают коллапс, нарушения дыхания, отёк лёгких, возможна асистолия.
Первая помощь состоит в удалении яда из желудочно-кишечного тракта (промывание желудка, приём энтеросорбентов). В качестве антидота используют атропин и другие М-холиноблокаторы. Также могут быть показания к применению адреномиметиков или глюкокортикоидов.

### Отравление гельвелловыми грибами
Гиромитрины оказывают гемолитическое действие, симптомами отравления являются повышение содержания гемоглобина в крови, желтуха, рвота, диарея и сильная сонливость. Тяжёлое отравление может вызвать смерть.
По данным NAMA (North Amarica Micological Assoiation Архивная копия от 13 декабря 2017 на Wayback Machine) гиромитрин содержится (или может содержаться при определённых условиях) в следующих грибах:
- Gyromitra esculenta
- Gyromitra ambigua
- Gyromitra infula
- Некоторые другие виды Gyromitra, особенно G. montanum, G. gigas, G. fastigiata (= brunnea), G. californica, G. sphaerospora
- Многие родственные аскомицеты, такие как некоторые виды Helvella, Verpa и Cudonia spp.

- Строчок обыкновенный
- Строчок осенний
- Сморчок настоящий

### Отравление галлюциногенами
Как галлюциногенные наиболее изучены грибы рода Psilocybe, в качестве действующего начала они содержат псилоцин и псилоцибин. Также имеются сведения о галлюциногенных свойствах некоторых грибов из родов Panaeolus и Conocybe. Вещества этих грибов относят к психотомиметикам или к психодислептикам — вызывающим нарушения психики. Отравление сопровождается быстрым снижением артериального давления, сильным потоотделением, расширением зрачков, наступает чувство опьянения и упадок сил. Вскоре появляются признаки тяжёлого психоза с галлюцинациями, искажаются представления о пространстве и времени, могут быть депрессивные состояния, иногда приводящие к самоубийству.
- Псилоцибе полуланцетовидная
- Псилоцибе мексиканская
- Панеолус мотыльковый
- Коноцибе райграссовая

### Отравление навозниками
Эти грибы употребляют в пищу как условно съедобные, однако если вместе с некоторыми из видов употреблять спиртные напитки, может возникнуть отравление. Отравиться можно также, если принимать алкоголь в течение 1—2 суток после употребления этого гриба.
Признаки отравления: тревожное состояние, покраснение лица, замедление пульса и боли в кишечнике. Обычно синдром продолжается 2—3 дня.
Действующее начало (коприн) ингибирует фермент альдегиддегидрогеназу, тем самым задерживая метаболизм алкоголя на стадии образования уксусного альдегида, который и оказывает токсическое действие, результируя в антабусный эффект.

### Желудочно-кишечные отравления
Типичные желудочно-кишечные симптомы могут вызывать многие грибы, которые обычно считаются слабоядовитыми, а также условно съедобные при их неправильной кулинарной обработке. Такое отравление может возникнуть и при употреблении старых, перезрелых грибов или долго хранившихся в ненадлежащих условиях.
Симптомы проявляются через несколько часов в виде болей в животе, рвоты, диареи и жара, в тяжёлых случаях сопровождаются судорогами и потерей сознания. Обычно отравление проходит через несколько дней, но может спровоцировать серьёзные осложнения, особенно у детей и пожилых людей.
Наиболее известные ядовитые грибы кишечного действия:
- сатанинский гриб,
- рядовка тигровая,
- розовопластинник гигантский и другие виды розовопластинников.

Условно съедобные грибы:
- дубовик крапчатый,
- дубовик оливково-бурый,
- многие виды рода Млечник,
- некоторые сыроежки.

- Сатанинский гриб
- Рядовка тигровая
- Розовопластинник гигантский
- Дубовик крапчатый
- Дубовик оливково-бурый
- Волнушка розовая
- Валуй
- Сыроежка чернеющая

## Опасность грибов, аккумулировавших токсиканты из внешней среды

### Накопление тяжёлых металлов

#### Накопление радионуклидов
Опасность также представляют грибы, зараженные цезием-137 и другими радионуклидами, в первую очередь в результате чернобыльских выпадений, выбросов и взрыва на ядерном комбинате Маяк, аварийных выбросов с атомных электростанций. В 2009 году Роспотребнадзор опубликовал данные о грибах в Ленинградской области, содержания цезия-137 в которых значительно превышает норму: до 1390 Бк/кг (в Кингисеппском районе) при предельно допустимом уровне содержания цезия-137 в свежих грибах 500 Бк/кг (по российскому и украинскому законодательству) и 370 Бк/кг (по белорусскому законодательству). Опубликованные исследования показывают, что вблизи Ленинградской АЭС уровень загрязнения грибов заметно выше.
По степени накопления цезия-137 (радиоцезия) съедобные грибы делятся на четыре группы:
1. слабонакапливающие (более безопасные): вёшенка, шампиньон, дождевик жемчужный, гриб-зонтик пёстрый, опята;
2. средненакапливающие: подберёзовик, подосиновик, рядовка серая, лисичка обыкновенная, белый гриб;
3. сильнонакапливающие: сыроежки, млечники, зеленушка;
4. аккумуляторы радиоцезия (наиболее опасные): маслята, моховики, свинушка, горькушка, польский гриб.

Радиация активнее переходит в грибы с развитой грибницей. В шляпках грибов концентрация радионуклидов в 1,5—2 раза выше, чем в ножках, в особенности это характерно для грибов с хорошо развитой ножкой (белый гриб, подберёзовик, подосиновик, польский гриб). Собранные грибы перед приготовлением необходимо обязательно очистить ото мха, подстилки, почвы, а у некоторых грибов снять кожицу со шляпки. Также для уменьшения содержания радионуклидов грибы вымачивают в течение суток, несколько раз вываривают сливая воду, промывая грибы.